# Лукона
«Лукона» (англ. Lucona) — морское транспортное судно, которое было построено в 1966 году на верфи Buesumer и стало объектом страхового мошенничества — в результате взрыва 23 января 1977 в Индийском океане было утоплено, шесть из двенадцати членов экипажа погибли.
Ход последующего расследования довёл до величайшего политического скандала в Австрии, в котором участвовали несколько ведущих австрийских политиков и который потрясал страну с 1977 по 1992 год. В средствах массовой информации получила название «кауза Лукона-скандал» или «дело Луконы»

## История
Судно было зафрахтовано австрийской фирмой «Цапаг АГ» (как выяснилось позже — подставной) для перевозки груза из итальянского порта Кьоджа в Гонконг. Известный венский кондитер, владелец популярного кафе «Демель», Удо Прокш и его компаньон Петер Даймлер закупили отслужившие свой срок механизмы (оборудование заброшенной угольной шахты Oberhöflein, а также части пластикового экструдера, общей стоимостью 1 млн шиллингов (около 73 000 евро)), после упаковки задекларировали их как детали машин для дробления урановой руды и отправили морем. Груз был предварительно застрахован на 212 млн шиллингов (около 15,5 миллионов евро).
В трюме корабля компаньоны установили мину замедленного действия. Взрыв произошёл в одном из самых глубоководных районов Индийского океана.
Страховая компания уже собиралась выплачивать Прокшу страховое возмещение, как выяснилось подозрительное «увлечение» Прокша взрывным делом (он стал изучать его под руководством армейских офицеров и получил 250 кг динамита). Встал также вопрос откуда у кондитера оборудование для переработки стратегического сырья. Пользуясь покровительством в высоких сферах («клуб 45» на первом этаже кафе «Демель» был популярным местом встреч венского высшего общества) и лично министра внутренних дел Австрии Карла Блехи, Прокш предоставил документы о происхождении своего товара. На следствие начало оказываться давление.
Но в 1987 году Ганс Преттербнер опубликовал книгу, вскрывающую обстоятельства мошенничества Прокша. В 1988 году была создана специальная парламентская комиссия по делу «Луконы». В 1989 году министр иностранных дел, президент парламента и мэр Вены, Леопольд Грац (нем. Leopold Gratz) был вынужден с позором уйти в отставку. В отставку ушёл министр внутренних дел Карл Блеха, бывший министр обороны Карл Лютгендорф (нем. Karl Lütgendorf) был найден мертвым (возможно, он совершил самоубийство) ещё 9 октября 1981 года.
В 1988 году Прокш бежал на Филиппины к диктатору Фердинанду Маркосу, личным другом которого он успел стать (он был другом многих, от Хрущёва до короля Хуссейна). Проездом оказавшись в Вене в 1989 году инкогнито, Прокш был опознан в аэропорту и арестован. Даймлер сдался властям ФРГ.
В ходе специально организованных поисков «Лукона» была обнаружена американской фирмой 5 февраля 1991 года на глубине 4700 м, подводные съёмки и высказывания экспертов убедили присяжных заседателей в том, что судно затонуло от взрыва на его борту (а не от попадания, например, торпеды).
11 марта 1991 года Земельный суд Вены приговорил Прокша к 20 годам лишения свободы, а через год приговор был увеличен до пожизненного заключения. В 1997 году Даймлера за пособничество в убийстве моряков «Луконы» приговорили к четырнадцати годам лишения свободы.
Прокш умер 27 июня 2001 года после операции на сердце.

## Фильмография
История с «Луконой» была экранизирована — «Гибель Луконы» (1993).